# Дело Антона Салонена
Дело Антона Салонена (фин. Anton-tapaus) — российско-финский международный инцидент, произошедший в результате действий финской службы по защите детей в отношении несовершеннолетнего Антона Салонена и лишения прав опеки над сыном гражданки России и Финляндии Риммы Салонен.
Антон Салонен (род. 3.10.2003), обладающий гражданствами России и Финляндии (см. Множественное гражданство), был вовлечён в международный юридический спор об опеке над ним со стороны его родителей. Рождённый в Финляндии, он был вывезен в 2008 году своей русско-эстонской матерью на территорию России и в свою очередь в апреле 2009 года изъят у матери финским отцом и в багажнике дипломатической машины, принадлежащей Генеральному консульству Финляндии в Санкт-Петербурге, вывезен в Финляндию. Данный инцидент вызвал дипломатический скандал между Финляндией и Россией. Финский дипломат, который контрабандно вывез ребёнка в Финляндию, был объявлен в России персоной нон грата и выдворен из страны. У Антона имеется старший 19-летний брат от первого брака его матери, он проживает в Финляндии.
Решением суда, матери разрешено встречаться с сыном один раз в неделю в присутствии социальных работников.

## История
Отец мальчика Пааво Салонен (гражданин Финляндии) и мать Римма Салонен (русская из Эстонии) познакомились в 1994 году в Таллине (Эстония) и заключили брак в 1997 году. В 2002 году пара на законных основаниях подала на развод, который был оформлен 13 января 2003 года, однако разведённые супруги продолжали проживать совместно до 2005 года. 3 октября 2003 года, когда родители были уже разведены, у них родился сын Антон.
Согласно законодательству Финляндии, по факту рождения от русской матери, Антон имел право на получение гражданства России, но в тот период гражданство оформлено не было, и ребёнок получил гражданство Финляндии на основании признания факта отцовства. Мать Антона получила гражданство Финляндии через натурализацию после рождения ребёнка. После развода, родители имели право совместной опеки над ребёнком.

### Вывоз ребёнка в Россию
5 марта 2008 года мать Антона вывезла ребёнка в Россию без получения формального разрешения от отца (при этом старший сын Риммы остался в Финляндии). Посольство России в Финляндии оказало Римме Салонен поддержку в получении визы, при этом предполагается, что данные от отца ребёнка могли быть подделаны.
65-летний отец ребёнка Пааво Салонен обвинил в причастности к похищению ребёнка Русскую православную церковь, указав на Общество преп. Серафима Саровского (фин. Serafim Sarovilaisen Muistoyhdistys), в котором состояла Римма Салонен, как на секту, действующую на территории Финляндии. Суд низшей инстанции города Тампере выдал постановление на арест Риммы Салонен по подозрению в похищении ребёнка. Данное правило действовало лишь на территории Европейского Союза, так как России на тот период не ратифицировала Гаагскую конвенцию о гражданско-правовых аспектах международного похищения детей. Суд низшей инстанции города Тампере также передал единоличное право опеки над ребёнком отцу.
В интервью каналу MTV3 Римма Салонен заявила, что хотела, но не осмелилась вернуться в Финляндию, когда услышала, что обвиняется в похищении ребёнка.
В России Антон получил гражданство России на основании данных, предоставленных матерью, несмотря на просроченные сроки для подачи заявления и всего через несколько дней после подачи заявления, хотя на основании данных газеты Uusi Suomi получение гражданства России обычно по закону Российской Федерации исчисляется месяцами.

### Вывоз ребёнка в Финляндию
После обнаружения Риммы Салонен и её сына в городе Балахне близ Нижнего Новгорода, отец ребёнка инициировал судебное разбирательство в России с целью взятия под стражу матери и ликвидации российского гражданства ребёнка. 20 ноября 2008 года суд Балахны постановил ликвидировать российское гражданство ребёнка на основании того, что его матерью была предоставлена неверная информация. 17 марта 2009 года судебная коллегия по гражданским делам Нижегородского областного суда оставила это решение в силе. После решения суда, отец ребёнка приехал в Россию, чтобы забрать сына в Финляндию.
Российская онлайн газета Grani.ru утверждает, что 12 апреля 2009 года Антон был насильственно изъят у своей матери около их дома на улице Рязанова. В пресс-службе Следственного комитета России утверждается, что 12 апреля 2009 года отец, действуя в сговоре с неустановленными лицами, напал на мать и завладел ребёнком.. Хотя российское законодательство не предусматривает задержание иностранных граждан, 14 апреля 2009 года на российско-финской границе отец и сын Салонен были остановлены российскими пограничниками. В одном из заявлений Салонен утверждал, что на границе он с ребёнком был остановлен без всяких объяснений, однако интернет-издание Фонтанка.ру со ссылкой на интервью Салонена газете Ilta Sanomat утверждает, что в это время они ожидали приезда следователя из Выборга, имевшего на руках заявление от матери ребёнка о похищении у неё сына. Как утверждается в Grani.ru отец с сыном, перед тем как покинуть Россию, проживали в квартире для сотрудников Генерального консульства Финляндии в Санкт-Петербурге.
Через полмесяца российскими властями было аннулировано решение Нижегородского суда и постановлением от 7 мая 2009 года Антону Салонену было вновь восстановлено российское гражданство. 8 мая 2009 года в закрытом багажнике дипломатической машины сотрудника финского консульства в Санкт-Петербурге Симо Пиетиляйнена (фин. Simo Pietiläinen) Антон Салонен вместе с отцом, чья виза окончилась, и в новой было отказано, был вывезен в Финляндию.
Работающий в настоящее время юристом Симо Пиетиляйнен в своей статье газете Helsingin Sanomat от 31 октября 2012 года оправдывает свои действия трёхлетней давности тем, что предпринимал усилия исключительно с целью защиты прав ребёнка в условиях, когда Российский МИД, действуя по указанию ФСБ России, препятствовал выезду из России Антона и его отца. По мнения Симо Пиетиляйнена, «досада ФСБ, возможно, происходила от того, что против них действовали их же приёмами: КГБ в своё время вывез из Хельсинки в СССР в багажнике дипломатической машины Стига Берглинга, приговорённого в Швеции за шпионаж в пользу СССР».
28 декабря 2012 года суд города Вантаа признал обоснованность претензий Риммы Салонен к действиям Симо Пиетиляйнена.

## Дипломатический конфликт
14 мая 2009 года история стала достоянием гласности благодаря публикации в финской газете 7 дней и вызвала дипломатический конфликт между Россией и Финляндией. Министр иностранных дел России Сергей Лавров связался со своим коллегой в Финляндии Александром Стуббом и выразил свой протест, с требованием предоставления разъяснений..
За этим последовала официальная жалоба со стороны России, в которой Министерство иностранных дел Российской Федерации обвинило Финляндию в вопиющем нарушении Венской конвенции о дипломатических сношениях, по которой дипломаты должны строго соблюдать законы страны пребывания. Вслед за жалобой 20 мая последовала формальная дипломатическая нота. Финский дипломат Симо Пиетиляйнен, который осуществил вывоз ребёнка из России, был уволен из Генерального консульства Финляндии в Санкт-Петербурге и объявлен в России персоной нон грата.
К инциденту оказалась привлечённой президент Финляндии Тарья Халонен, которая не поддержала действия финского дипломата, в то время как в поддержку действий Симо Пиетиляйнена высказался министр иностранных дел Финляндии Александр Стубб Вместе с тем, президент Тарья Халонен, министр иностранных дел Александр Стубб и премьер-министр Матти Ванханен отрицали какую-либо причастность к инциденту.

### Реакция на конфликт
Инцидент широко и однобоко освещался в средствах массовой информации России и скупо комментировался в Финляндии (закон запрещает предавать гласности конфиденциальную информацию), некоторые финские комментаторы оценивали его как войну медиа. Русскоязычные СМИ оценили произошедшее как негативное явление в российско-финских (очевидно государственных) отношениях. Случай с Антоном Салоненом сравнивался с делом Элизы Андре (Eliza André).
Следственным комитетом прокуратуры России было возбуждено уголовное дело по статье 126 Уголовного кодекса России в отношении отца Антона Салонена по подозрению «в преднамеренном похищении человека организованной группой».

## Судебное разбирательство в Финляндии
Мать Антона Римма Салонен вернулась в Финляндию 1 августа 2009 года и была арестована в аэропорту города Тампере. Финский суд, рассмотрев дело, постановил освободить подозреваемую, но взял с неё подписку о невыезде на 60 суток. Финский правозащитник Йохан Бекман подверг критике действия финских властей, обещавших не арестовывать Римму Салонен. Также Бекман выступил в качестве одного из адвокатов матери Антона Салонен, при официальном адвокате Хейкки Лампела (Heikki Lampela) в Финляндии и Дмитрии Глазове в России. Финские медиа активно публиковали претензии обвинения Риммы Салонен.
Инцидент был в числе самых обсуждаемых на российском телевидении. Среди главных виновников фигурировали отец ребёнка и финский дипломат, а Йохан Бекман фигурировал в качестве основного эксперта. Многие сведения не подвергались критическому анализу в связи с чем позднее Йохан Бекман принёс извинения.
Министерство иностранных дел России дало негативные комментарии и высказалось, что инцидент осложнил российско-финские отношения.
По мнению финского эксперта по России Илмари Сусилуото (Ilmari Susiluoto), дело Антона Салонена является частью пропагандистской компании Кремля, считающего, что Финляндия имеет слишком положительный имидж среди россиян, что в свою очередь не укладывается в общую концепцию «агрессивного внешнего мира», проводимого российским руководством. То же самое мнение выразил дипломат, участвовавший в вывозе ребёнка из России.
13 октября 2009 года уездным судом низшей инстанции города Тампере Римма Салонен была признана виновной в похищении ребёнка и осуждена условно на 1,5 года лишения свободы, а также выплате 20 тысяч евро за моральный ущерб, нанесённый ребёнку, и 4800 евро за материальные издержки экс-супруга Пааво Салонена. 28 октября 2010 года Надворный суд второй инстанции в Турку подтвердил вердикт суда низшей инстанции на условное осуждение, но снизил выплату компенсации за моральный ущерб с 20 до 10 тысяч евро. Суд также обязал Римму Салонен выплатить 7500 евро на оплату юридических услуг для Антона и Пааво Салонен.

### Последствия
В настоящее время (2012) Антон проживает со своим отцом Пааво Салоненом в Кокемяки.
18 мая 2010 года Уполномоченный при президенте России по правам ребёнка Павел Астахов, имея на руках документы социальных служб города Кокемяки, запрещающих Антону Салонен разговаривать со своей матерью по-русски, а также, сведения от Йохана Бекмана, что ребёнку запрещают молиться, креститься и носить крест, обратился к Президенту Финляндии с отдельным обращением. Российские СМИ сделали заявления в этой связи со ссылкой на Антифашистский комитет Финляндии.
В марте 2011 года Римма Салонен заявила о своём участии в Парламентских выборах по списку от Рабочей партии и как представитель от Антифашистского комитета Финляндии. В ходе выборов она набрала 16 голосов.
1 октября 2011 года Россия присоединилась к Гаагской конвенции о гражданско-правовых аспектах международного похищения детей.
В январе 2012 года Римма Салонен объявляла голодовку, выйдя на одиночный пикет к зданию суда Тампере, в знак протеста на лишение её права опекунства над сыном.
12 мая 2012 года Римма Салонен обжаловала вердикт уездного суда Сатакунта, в надворном суде города Вааса. 15 июня 2012 года решением суда второй инстанции (надворного суда города Ваасы), Антон Салонен и впредь будет жить с отцом, который признан единственным опекуном ребёнка. Мать Антона подала апелляцию на решение надворного суда в Верховный суд. Верховный суд в июле 2013 года отказал Римме Салонен в её требованиях, ребёнок оставлен с отцом.
16 октября 2014 года Уездный суд города Вантаа приговорил экс-дипломата Симо Пиетиляйнена, тайно провозившего из России в Финляндию в багажнике дипломатической машины шестилетнего Антона Салонена, к штрафу за превышение служебных полномочий. Размер штрафа составил ~ 4 тысячи евро (вердикт может быть оспорен).